# Stazione di Pescara Porta Nuova
Stazione di Pescara Porta Nuova vasútállomás Olaszországban, Pescara településen.

## Vasútvonalak
Az állomást az alábbi vasútvonalak érintik:
- Róma–Sulmona–Pescara-vasútvonal
- Ancona–Lecce-vasútvonal

## Kapcsolódó állomások
A vasútállomáshoz az alábbi állomások vannak a legközelebb:
- Stazione di Pescara Tribunale
- Stazione di Pescara
- Stazione di Pescara San Marco
- Pineta di Pescara railway halt